# Rima Keunerum
Rima Keunerum is een bestuurslaag in het regentschap Aceh Besar van de provincie Atjeh, Indonesië. Rima Keunerum telt 671 inwoners (volkstelling 2010).